# Cystodermella subpurpurea
Cystodermella subpurpurea är en svampart som först beskrevs av A.H. Sm. & Singer, och fick sitt nu gällande namn av Harmaja 2002. Cystodermella subpurpurea ingår i släktet Cystodermella och familjen Agaricaceae.   Inga underarter finns listade i Catalogue of Life.